# Ödön Mihalovich
Ödön Mihalovich (hongarès: Mihalovich Ödön)  (Feričanci, 13 de setembre de 1842 - Budapest, 22 d'abril de 1929) va ser un compositor i educador de música hongarès.
Mihalovich va estudiar per primera vegada a Pest amb Mosonyi. En 1865, es va traslladar a Leipzig, estudiant allà amb Moritz Hauptmann i, el 1866, va completar els seus estudis a Múnic amb Peter Cornelius. Mihalovich va tornar a Pest; en 1872, va ser president de la Societat Wagner de la ciutat i, el 1887, va seguir a Franz Liszt com a cap de l'Acadèmia de Música de Budapest, càrrec que va mantenir fins a la seva mort.
Va ser també, segons una font contemporània, un alumne d'Hans von Bülow .
Mentre que les obres de Mihalovich són completament wagnerianes, va donar suport al nacionalisme hongarès i va animar compositors com Béla Bartók i Zoltán Kodály.
Les més importants de les seves composicions s'imprimiren, mereixen citar-se entre elles: Das Geisterschiff, Hero und Leander, Die Nixe i La ronde du Sabbat; de les seves òperes només se n'estrenaren dues, a saber; Hagbarth und Signe (Dresden, 1882), Toldi Pest, 1893); les altres dues: Wieland der Schmied i Eliana, restaren sense estrenar.